# 1329 Eliane
1329 Eliane este un asteroid din centura principală, descoperit pe 23 martie 1933, de Eugène Delporte.